# Sphenomorphus mimicus
Sphenomorphus mimicus — вид сцинкоподібних ящірок родини сцинкових (Scincidae). Мешкає в Південно-Східній Азії.

## Поширення і екологія
Sphenomorphus mimicus відомі з кількох місцевостей, розташованих в Таїланді і В'єтнамі. Вони живуть в сухих вічнозелених лісах.